# パチスロ鉄拳3rd
『パチスロ 鉄拳3rd』（パチスロ てっけんサード）は、2014年7月に山佐が発売したパチスロ機。5号機である。

## 概要
格闘ゲーム「鉄拳シリーズ」（バンダイナムコゲームス）をモチーフにしたパチスロ。液晶における全ての部分はアーケード版『鉄拳タッグトーナメント2』をベースとして鉄拳シリーズのオリジナルスタッフが製作している。